# Anomala nigrescens
Anomala nigrescens är en skalbaggsart som beskrevs av Ohaus 1914. Anomala nigrescens ingår i släktet Anomala och familjen Rutelidae. Inga underarter finns listade i Catalogue of Life.